# ホストメリ
- ホストーメリ[1]
- ゴストメル[2]

ホストメリ（ウクライナ語: Гостомель, IPA: [ɦoˈstɔmelʲ]）は、ウクライナの首都キーウの北西郊外に位置するキエフ州にある都市型集落（町）である。主要な国際貨物施設であるホストメリ空港（アントノフ国際空港）が所在する場所として知られている。
2022年、ロシアのウクライナ侵攻によって街全体が破壊された。キエフ攻勢の激しさから、キエフ州政府はホストメリをブチャ、イルピン、ハイウェイM06、ヴィーシュホロドとともにキエフ州で最も危険な場所とした。

## ギャラリー

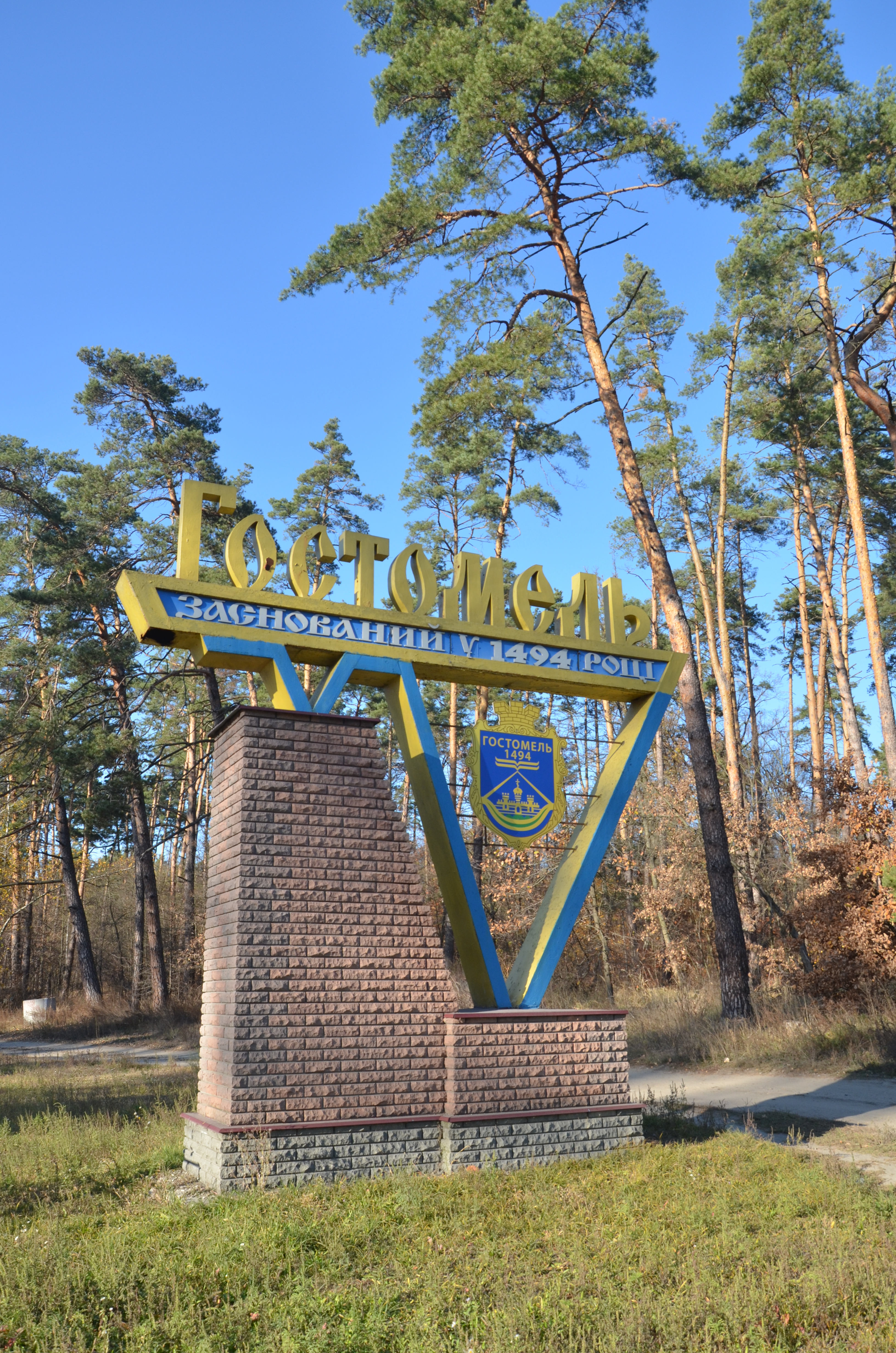
ホストメリの入口看板
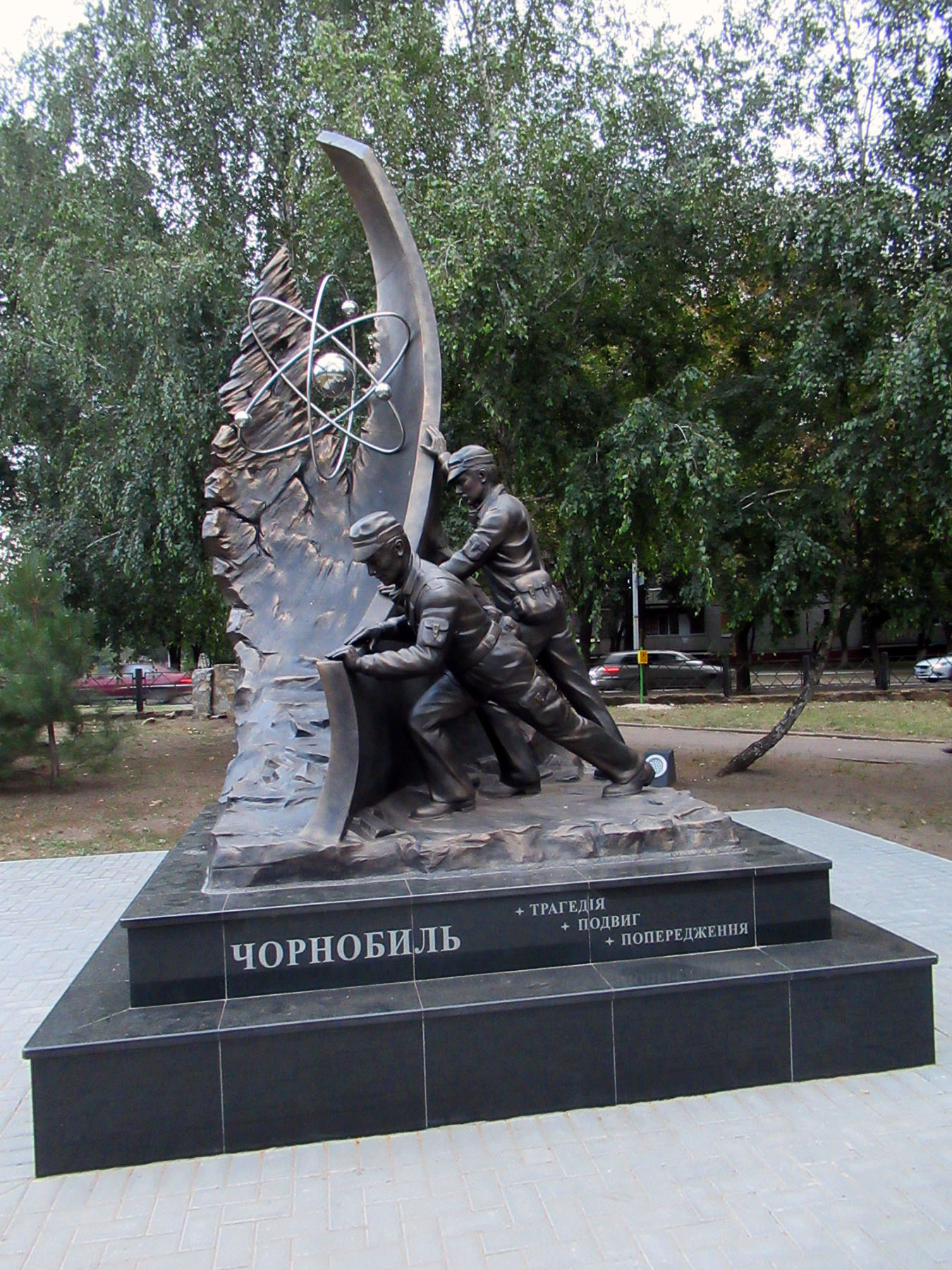
チェルノブイリの犠牲者の記念碑
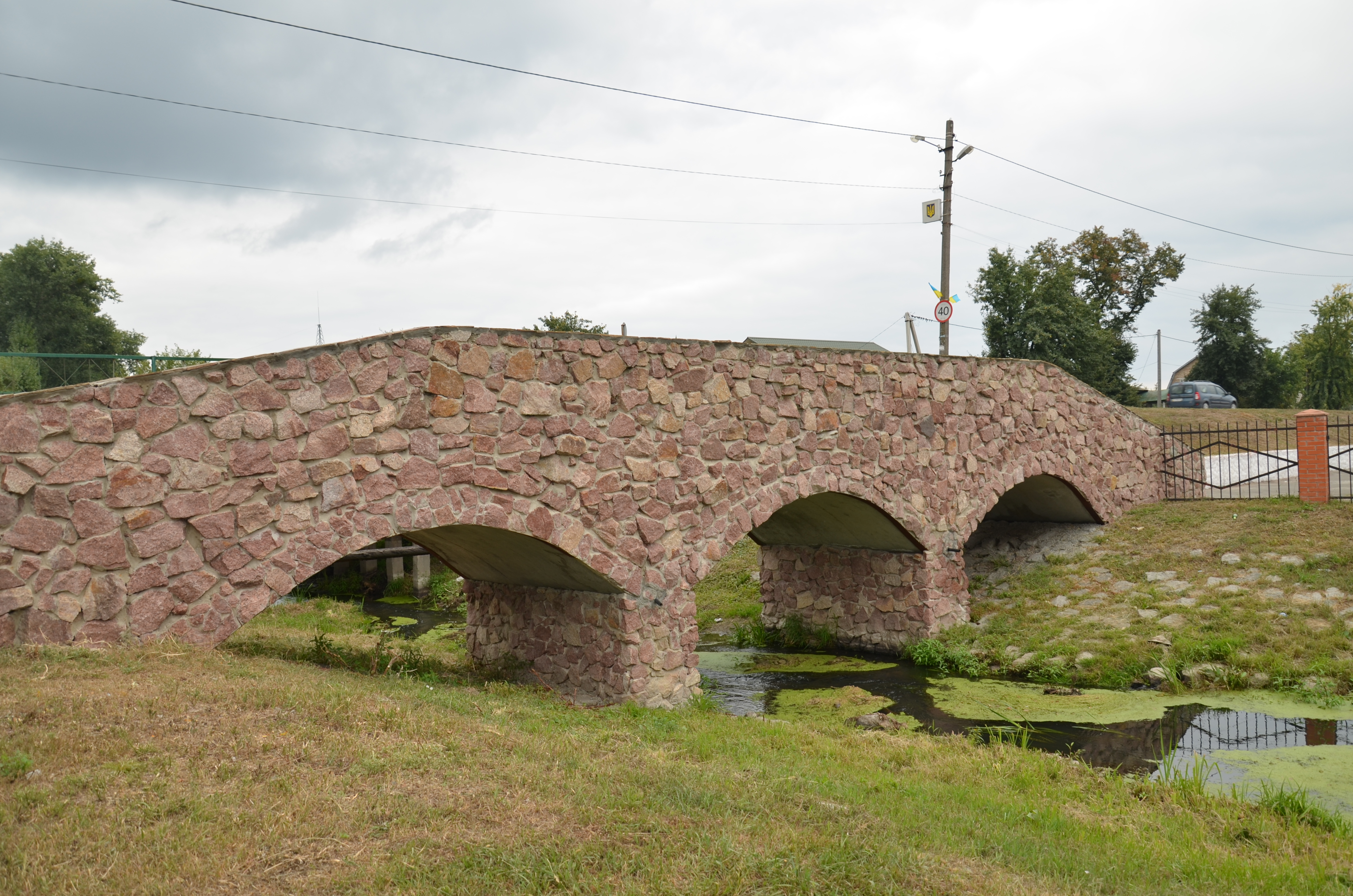
ホストメリを流れるロカッチ川
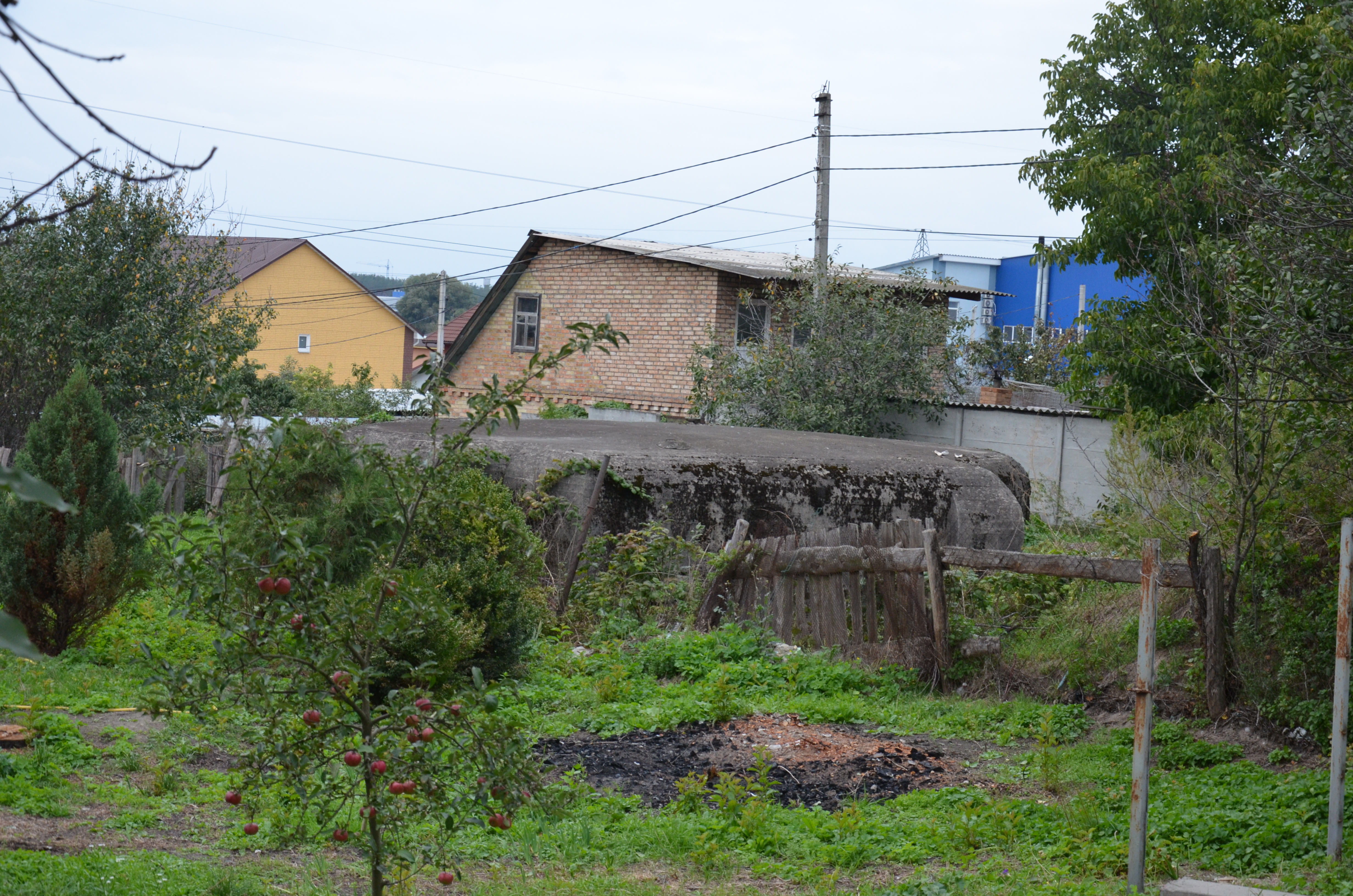
トーチカ、リチコヴァ通り483番地、建物14番と16番の間
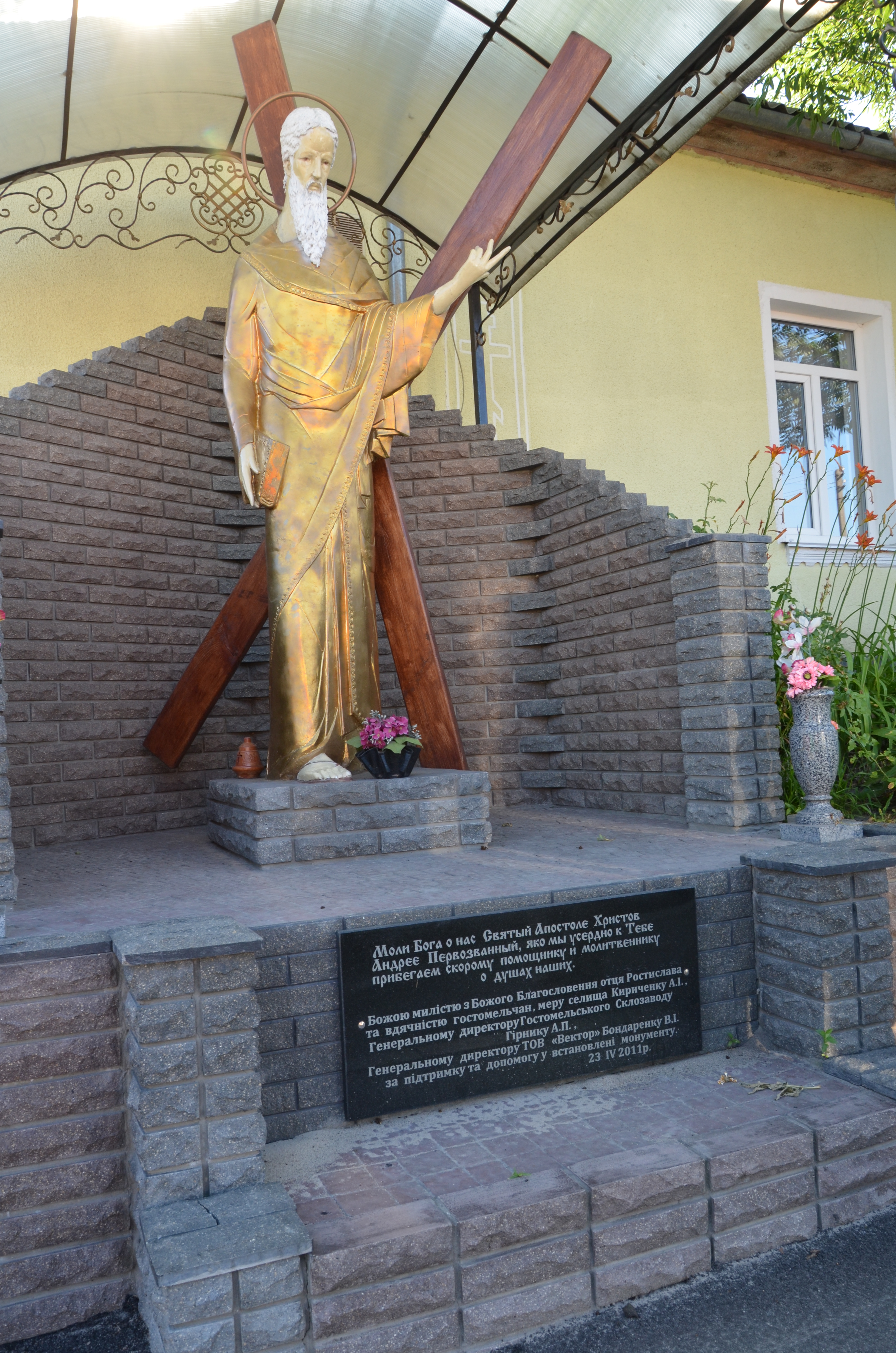
預言者エリヤ聖教会（ホストメリ）
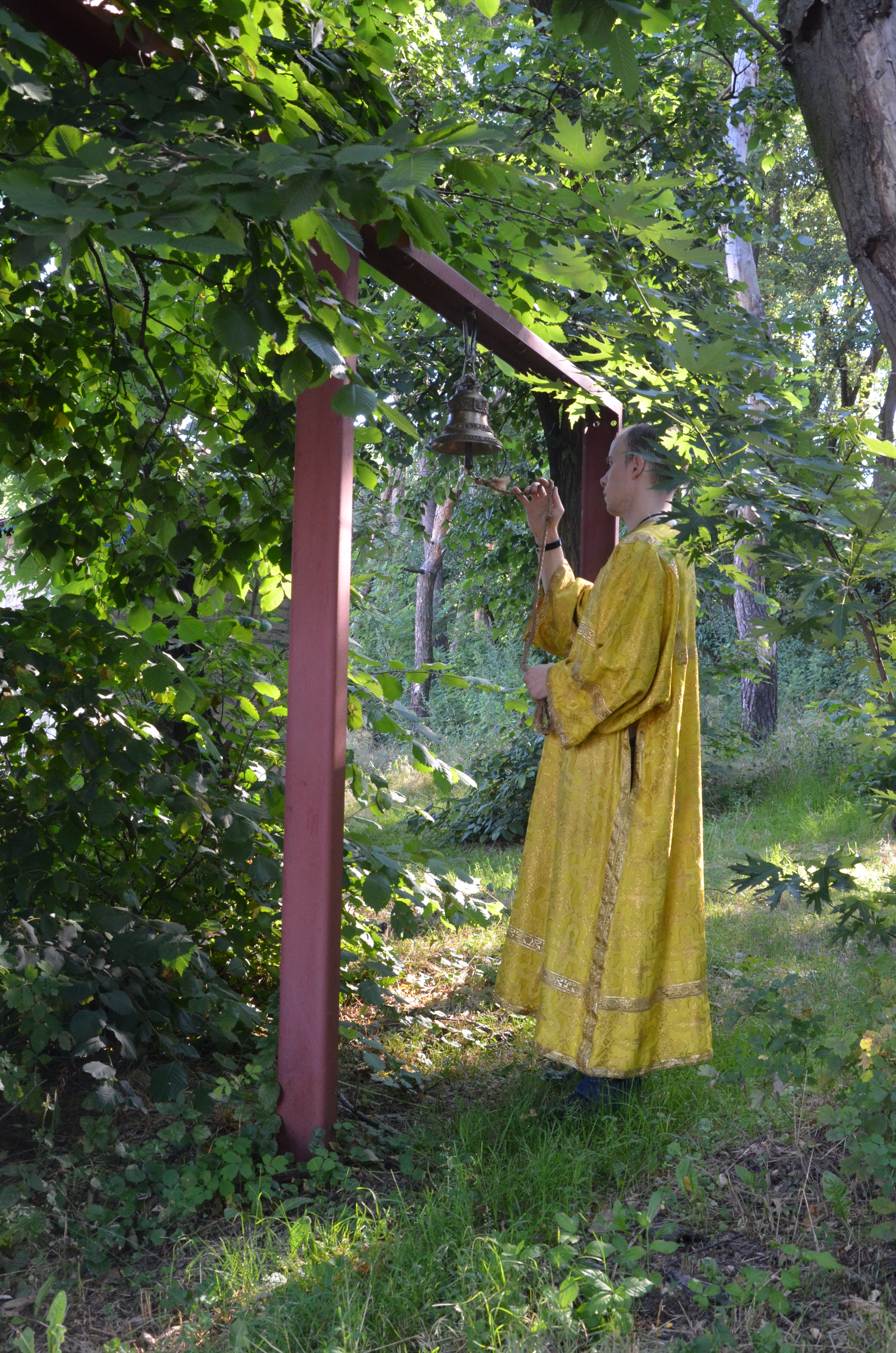
預言者エリヤ聖教会（ホストメリ）
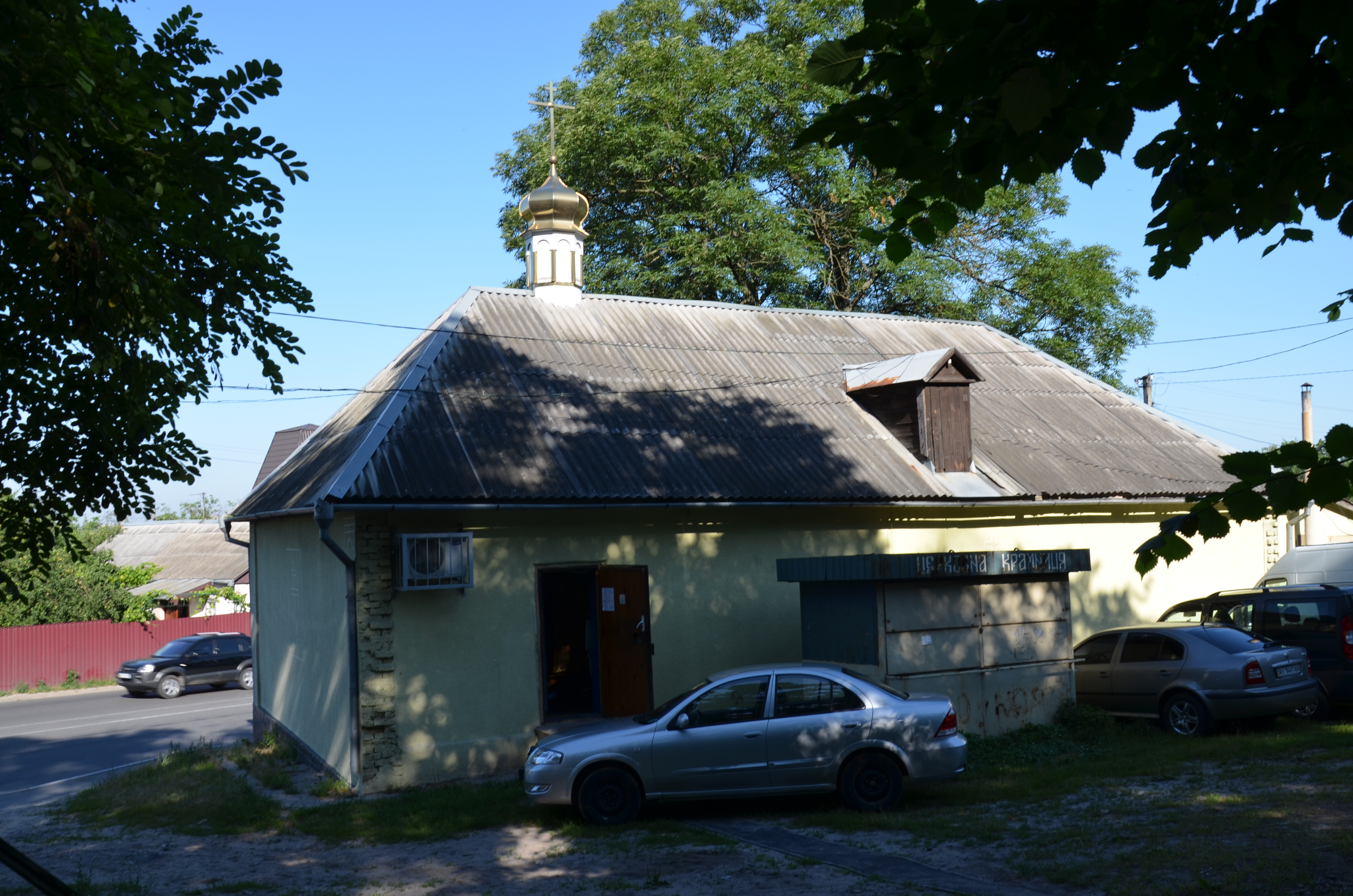
預言者エリヤ聖教会（ホストメリ）